# Apatow Productions
Apatow Productions é uma empresa de produção de cinema e televisão estadunidense fundada por Judd Apatow, em 1999.

## Filmes

### Filmografia

#### Lançados
| Ano  | Título                                      |
| ---- | ------------------------------------------- |
| 2004 | Paratroopa                                  |
| 2004 | Anchorman: The Legend of Ron Burgundy       |
| 2005 | The 40-Year-Old Virgin                      |
| 2006 | Talladega Nights: The Ballad of Ricky Bobby |
| 2007 | Knocked Up                                  |
| 2007 | Superbad                                    |
| 2007 | Walk Hard: The Dewey Cox Story              |
| 2008 | Drillbit Taylor                             |
| 2008 | Forgetting Sarah Marshall                   |
| 2008 | Step Brothers                               |
| 2008 | Pineapple Express                           |
| 2009 | Year One                                    |
| 2009 | Funny People                                |
| 2010 | Get Him to the Greek                        |
| 2011 | Bridesmaids                                 |
| 2012 | Wanderlust                                  |
| 2012 | The Five-Year Engagement                    |
| 2012 | This Is 40                                  |
| 2013 | Anchorman 2: The Legend Continues           |
| 2014 | Begin Again                                 |
| 2015 | Trainwreck                                  |

#### Resposta da crítica
| Filme                                       | Metacritic | Rotten Tomatoes | Referências |
| ------------------------------------------- | ---------- | --------------- | ----------- |
| Anchorman: The Legend of Ron Burgundy       | 63         | 66%             | [ 1 ]       |
| The 40-Year-Old Virgin                      | 73         | 85%             | [ 2 ]       |
| Talladega Nights: The Ballad of Ricky Bobby | 66         | 72%             | [ 3 ]       |
| Knocked Up                                  | 85         | 91%             | [ 4 ]       |
| Superbad                                    | 76         | 88%             | [ 5 ]       |
| Walk Hard: The Dewey Cox Story              | 63         | 75%             | [ 6 ]       |
| Drillbit Taylor                             | 41         | 25%             | [ 7 ]       |
| Forgetting Sarah Marshall                   | 67         | 84%             | [ 8 ]       |
| Step Brothers                               | 51         | 55%             | [ 9 ]       |
| Pineapple Express                           | 64         | 68%             | [ 10 ]      |
| Year One                                    | 34         | 14%             | [ 11 ]      |
| Funny People                                | 60         | 68%             | [ 12 ]      |
| Get Him to the Greek                        | 65         | 73%             | [ 13 ]      |
| Bridesmaids                                 | 75         | 90%             | [ 14 ]      |
| Wanderlust                                  | 53         | 59%             | [ 15 ]      |
| The Five-Year Engagement                    | 62         | 63%             | [ 16 ]      |
| This Is 40                                  | 59         | 51%             | [ 17 ]      |
| Anchorman 2: The Legend Continues           | 61         | 75%             | [ 18 ]      |
| Begin Again                                 | 61         | 77%             | [ 19 ]      |
| Pontuação média                             | 62         | 67%             |             |

### Bilheterias
| Filme                                       | Orçamento    | Worldwide Gross |
| ------------------------------------------- | ------------ | --------------- |
| Anchorman: The Legend of Ron Burgundy       | $25,000,000  | $89,366,354     |
| The 40-Year-Old Virgin                      | $26,000,000  | $177,360,047    |
| Talladega Nights: The Ballad of Ricky Bobby | $73,000,000  | $162,926,797    |
| Knocked Up                                  | $27,500,000  | $219,154,490    |
| Superbad                                    | $17,500,000  | $169,863,226    |
| Walk Hard: The Dewey Cox Story              | $35,000,000  | $20,575,121     |
| Drillbit Taylor                             | $40,000,000  | $49,686,263     |
| Forgetting Sarah Marshall                   | $30,000,000  | $105,173,042    |
| Step Brothers                               | $65,000,000  | $128,468,793    |
| Pineapple Express                           | $26,000,000  | $101,549,277    |
| Year One                                    | $60,000,000  | $57,604,723     |
| Funny People                                | $72,500,000  | $71,880,305     |
| Get Him to the Greek                        | $40,000,000  | $91,455,875     |
| Bridesmaids                                 | $32,500,000  | $289,263,136    |
| Wanderlust                                  | $32,500,000  | $24,156,599     |
| The Five-Year Engagement                    | $30,000,000  | $54,578,492     |
| This Is 40                                  | $35,000,000  | $89,779,435     |
| Anchorman 2: The Legend Continues           | $50,000,000  | $172,701,377    |
| Total                                       | $667,500,000 | $1,822,412,255  |
| Média                                       | $39,264,706  | $107,200,721    |

## Televisão

### Lista de programas
| Ano          | Título           |
| ------------ | ---------------- |
| 1999–2000    | Freaks and Geeks |
| 2001–2002    | Undeclared       |
| 2012–present | Girls            |
| 2016         | Love             |

### Resposta da crítica
Fundo verde indica uma pontuação positiva.
  Fundo amarelo indica uma pontuação mista.
  Fundo vermelho indica uma pontuação negativa.
| Programa                   | Metacritic | Referência |
| -------------------------- | ---------- | ---------- |
| Freaks and Geeks: Season 1 | 88         | [ 20 ]     |
| Undeclared: Season 1       | 85         | [ 21 ]     |
| Girls: 1 Temporada         | 87         | [ 22 ]     |
| Girls: 2 Temporada         | 84         | [ 23 ]     |
| Pontuação média            | 86         |            |